# Manuel Veleta
Manuel Veleta (7 de febrero de 1974) es un cantante y compositor español.

## Biografía por Santi Alcanda
EL MUNDO SEGÚN MANUEL VELETA
Por Santiago Alcanda.
Manuel Veleta cultiva sus oídos desde la cuna. La música le rodea, envuelve y entusiasma desde los primeros llantos. Si nacemos llorando, el recién nacido Veleta canturreaba al mismo tiempo. Creció al son de discos, cánticos y guitarreos precoces de sus hermanos Juan Luis y María Sol y con esa naturalidad espontánea, casera para cantar. Al escuchar su segundo álbum LA CALLE DEL MUNDO, su voz vital se queda con el oyente. Pero el puntito de enganche no está en lo bien acostumbradas y adiestradas que suenan sus cuerdas vocales bajo el influjo de géneros diversos, rock, soul, funk, copla, folk americana, sones latinos, y sobre todo pop, pop de siempre, directo. Lo más difícil en la música popular es escribir, inventar una melodía sencilla. Manuel Veleta es un melodista por naturaleza. Los Beatles, verbigracia. Sí, la melodía es la clave y lo mucho y bien que disfrutan y palpitan su voz y su corazón con la melodía. Se nota ese vibrato que sale del pecho y afecta a las cuerdas. Manuel Veleta canta y compone de verdad.
Manuel Veleta es un artista ante todo. Arrodillado con serenidad, Veleta posa y mira al mundo, al objetivo de la cámara, sin pestañear, con confianza, un algo o mucho de ternura y un todo de esperanza, de sentimiento afirmativo, cálido de la vida. Y al fondo, amplis, bafles, cables, pie de micro, cascos y su guitarra acústica. Veleta sincero y sus circunstancias, Veleta y su mundo. Quizá solo faltaban hojas y hojas de papel escritas. La foto en blanco y negro. Como en sus canciones. Nos canta del mundo suyo, del mundo interior que siente, padece y agradece, del mundo exterior que disfruta, sufre, observa. Los sentimientos y ocurrencias de su vida se condensan estas canciones. La añoranza, la felicidad, la euforia, pasajeras, los sueños, el sexo, la soledad y otros desengaños personales; o la anorexia, la rutina laboral, la emigración, la incomprensión y otras heridas sociales. Todo está
LA CALLE DEL MUNDO es su disco. Ya apuntaba maneras, sí, como se suele decir, en el primero. Esta vez la paciencia ha deportado a la ansiedad y el artista ha dado tiempo, mucho tiempo a las canciones para que se gestasen con cariño, con verdad, con amigos y amantes de la música. María Sol y Vicente Sabater, los primeros. LA CALLE DEL MUNDO es un álbum escrito, grabado y publicado sin prisas. Bajo, batería, guitarras acústicas eléctricas, pianos, órganos, todo muy artesano, sin sobreproducción. Si acaso, unas cuerdas aquí, un fliscorno o una flauta ahí, y poco más. Así suena, que da buen rollo, que no atosiga. Sencillito, pero con mucho trasfondo. Manuel Veleta tiene mucha, muchísima cultura musical. Pregúntale por John Legend, por América, por Anita Baker, Quique González, Ryan Adams, Radio Futura, Pat Metheny, Chopin, Mauri Sanchis, o Concha Piquer, Rufus Wainwright o Devendrá Banhart. Te hablará con conocimiento. Por eso, la rica y viva materia de sus canciones.
Sí, sí, sí... que sí, que es el hermano pequeño, el hermanito tardío de los Giménez de toda la vida, los de Presuntos, que sí, que nació cantando a última hora. Bendita esa hora. Nos canta desde Valencia, sí, sueños de sol, sueños levantinos, mediterráneos, como Serrat.

## Discografía de Manuel Veleta
| Año  | Nombre del disco   | Discográfica    | Canciones & Autores |
| ---- | ------------------ | --------------- | --- |
| 2005 | Voz en Off         | Independiente   | Compuesto de 12 excelentes versiones más un bonus track - 1.Contigo o sin ti. Música & Letra: Manuel Veleta - 2.Días sin color. Música & Letra: Manuel Veleta - 3.Velas. Música & Letra: Manuel Veleta - 4.Postales. Música & Letra: Manuel Veleta (Esta canción fue versioneada en el disco "Postales" de Presuntos Implicados al que dio título.) - 5.Quisiera. Música & Letra: Manuel Veleta - 6.Confidencial. Música & Letra: Manuel Veleta - 7.Rosagris. Música & Letra: Manuel Veleta - 8.Volver. Música & Letra: Manuel Veleta (Esta canción fue incluida en una versión de Sole Giménez, en su DVD en directo de su primer Cd en solitario titulado "Ojalá".) - 9.La paz. Música: Prisco & Manuel Veleta. Letra: Manuel Veleta - 10.Silencio. Música: Prisco & Manuel Veleta. Letra: Manuel Veleta - 11.Mundo Veleta. Música & Letra: Manuel Veleta - 12.Contando olas. Música & Letra: Manuel Veleta - 13.Waltz anónimo.(Bonus track) Música & Letra: Manuel Veleta |
| 2008 | La calle del Mundo | El Gato de agua | Compuesto de 13 excelentes canciones propias y una especial versión de "Soneto a mamá" de JM.Serrat. - 1.La calle del Mundo. Música & Letra: Manuel Veleta - 2.Abrázame fuerte. Música & Letra: Manuel Veleta (Esta canción incluida en una versión en "La felicidad"2008 segundo disco en solitario de la cantante y compositora Sole Giménez.) - 3.El lago profundo de la añoranza. Dueto con Sole Giménez. Música & Letra: Manuel Veleta - 4.Mientras dormías. Música & Letra: Manuel Veleta - 5.Cara de Sueño. Música & Letra: Manuel Veleta - 6.Estéreo. Música & Letra: Manuel Veleta - 7.Voltereta. Música & Letra: Manuel Veleta (Esta canción fue incluida en una versión de Sole Giménez, en su DVD en directo de su primer Cd en solitario titulado "Ojalá".) - 9.Vía láctea. Música & Letra: Manuel Veleta (Esta canción fue incluida en una versión en el disco "Lúmina" de Logan y en el disco "Marea alta" de Jannette Chao (como hiden track). - 10.Ana. Música & Letra: Manuel Veleta - 11.Noche en tu espalda. Música & Letra: Manuel Veleta - 12.la materia de los sueños. Música & Letra: Manuel Veleta - 13.Soneto a mamá. Música & Letra: de JM.Serrat. Dueto a piano y voz con el pianista de Jazz, Ricardo Belda. |

## Faceta como Diseñador Gráfico e Ilustrador de trabajos discográficos
Como diseñador gráfico dentro del campo de la música, Manuel Veleta ha realizado numerosos trabajos firmados como José Manuel Giménez.
1994 || El Pan y la Sal || Presuntos Implicados || WEA || 
- Realiza un pequeño collage para el libreto del CD. Canción “Siento vida”.

1996 || Uno ||Los Talismanes || Lucas Record || 
- Diseña junto al diseñador e ilustrador Juanjo Oller el primer CD de Los Talismanes,

grupo del que fue componente junto a Joaquín Talismán.
1999 || Versión Original || Presuntos Implicados ||  WEA ||
- Como componente de “La fábrica de somnis” realiza el diseño y la ilustración incluidas en el libreto del disco para las canciones. “Samurai” y ”Hasta el fin del amor”.

1999 || Historias de un acompañante || Juan Luís Giménez ||  WEA ||
- Como componente de “La fábrica de somnis” realiza el diseño del primer disco en solitario de Juan Luis Giménez como tal.

2000 || Fe || Juan Luís Giménez ||  WEA ||
- Como componente de “La fábrica de somnis” realiza el diseño del segundo disco en solitario de Juan Luis Giménez.

2003 || Música Avanzada || Logan || Wah-wah Records / WEA || 
- Diseña el primer disco de Logan.

2003 || Grandes Éxitos. Selección Natural || Presuntos Implicados || WEA || 
- Diseña el Doble CD recopilatorio más DVD.

2003 || Selección Inédita || Presuntos Implicados || WEA || 
- Diseña este recopilatrio de rarezas en una edición especial.

2004 || Ojala || Sole Giménez || WEA || Reeditado en 2008. 
- Diseña el primer CD de versiones de Sole Giménez más DVD en directo de la gira del disco.

2005 || Lúmina || Logan || Wah-wah Records / WEA || 
- Diseña el segundo disco de Logan.

2005 || Postales || Presuntos Implicados || WEA || 
- Diseña este disco que lleva el título de su canción "Postales" que también fue incluida en una versión, que más tarde fue single destacado.

2005 || Voz en Off || Manuel Veleta || Independiente || 
- Diseña su primer CD como Manuel Veleta.

2006 || Envenenado || Sedajazz Latin Ensemble || Sedajazz Records / Indigo Records || 
- Diseña este fantástico disco de Jazz inspirándose en los dibujos de su admirado ilustrador Jim Flora(1914-1984).

2006 || El gallinero del cielo || Joaquín Talismán || Perdición Records || 
- Diseña el segundo disco de Joaquín Talismán.

2007 || Fémina || Logan || Wah-wah Records / WEA || 
- Diseña el tercer disco de Logan.

2007 || El principio || Ricardo Belda || Omix Records / JazzfromSpain || 
- Diseña el segundo disco del pianista de Jazz Ricardo Belda.

2008 || La calle del Mundo || Manuel Veleta || El gato de agua || WEA ||
- Diseña su segundo CD como Manuel Veleta.

2008 || La felicidad || Sole Giménez || WEA ||
- Diseña el segundo álbum de Sole Giménez en solitario.

2009 || Dos Gardenias || Sole Giménez || WEA ||
- Diseña el tercer álbum de Sole Giménez.

## Faceta como Escritor
- 1999 || De soledad y empeño || Autoeditado || Primer poemario de José Manuel Giménez (Manuel Veleta). Único editado en papel en edición limitada. Diseñado por el autor.

Contiene una recopilación de poemas en un lustro 1995-1999. Un primer trabajo poético lleno de imágenes, vislumbres y belleza.
- 2002-03 || Padre instante || Publicado en www.manuelveleta.com (PDF) || Segundo poemario de José Manuel Giménez (Manuel Veleta). Diseñado por el autor

Contiene una recopilación de XXXIII poemas que reflexionan sobre distintos asuntos, tan vitales como el paso del tiempo y las bondades del “ahora” como todo. Con esta colección de poemas Manuel Veleta continúan ampliando sus registros expresivos.
- 2004 || Versos zurdos || Publicado en www.manuelveleta.com (PDF) || Tercer poemario de José Manuel Giménez (Manuel Veleta). Diseñado por el autor

Contiene una recopilación de XVII poemas. Textualmente: Incómodos e incrédulos, se deslizan silenciosos, vienen a mover lo estático. Hacen muecas sobre la mesa, ríen a destiempo, gozan de un libre albedrío dichoso y nos recuerdan algo que yace entre la locura, la lucidez y los puños cerrados del coraje. 
Noble y soñador porque así lo canta mi sangre. 
Con esta colección de poemas Manuel Veleta nos muestra una cara más rebelde e inconformista.
- 2005 || Melaza || Publicado en www.manuelveleta.com (PDF) || * Cuarto poemario de José Manuel Giménez (Manuel Veleta). Diseñado por el autor

Contiene una recopilación de XXXIV poemas acompañados esta vez por una serie fotografías de flores tropicales y homoeróticas, las cuales fueron expuestas junto a los poemas en el Café Ruzafa de Valencia, bajo el nombre de “Trópico Utópico” 2005. Con esta colección de poemas Manuel Veleta se acerca a un lenguaje más sensual y sintético.
- 2008 || Del Relámpago al Trueno || Publicado en www.manuelveleta.com (PDF) || * Primera colección de microrrlatos de José Manuel Giménez (Manuel Veleta). Diseñado por el autor

Contiene una recopilación de cincuenta microrrelatos en prosa poética. La colección esta ilustrada con unos dibujos del actor y artista plástico Carles Montoliu, adaptadas al formato por el propio Manuel Veleta. El resultado es realmente bonito.
- 2009 || Coros & Danzas || Publicado en www.manuelveleta.com (PDF) || * Segunda colección de relatos breves de José Manuel Giménez (Manuel Veleta). Diseñado por el autor

Contiene una recopilación de cincuenta relatos breves en prosa. La colección esta ilustrada por unas antiguas estampas de la extinta editorial Bruguera que Carles Montoliu rescató del olvido del rastro y cedió a Manuel Veleta para decorar esta colección. Una interesante nueva incursión en el universo de la prosa.

## Discografía con Los Talismanes
| Año  | Nombre del disco | Discográfica | Canciones y Autores |
| ---- | ---------------- | ------------ | --- |
| 1996 | Uno              | Lucas Record | Los Talismanes debutaron con este potente álbum de Pop-Rock producido por Juan Luis Giménez. Componente de Presuntos Implicados. - 1.Rehén. Música: Joaquín Talismán y Manuel Veleta - 2.Hombre Bala. Música y letra: Joaquín Talismán - 3.Luna y la carretera. Música y letra: Joaquín Talismán - 4.Clava el diente. Música y letra: Joaquín Talismán - 5.El baile de los locos. Música y letra: Joaquín Talismán - 6.Función continua. Música y letra: Joaquín Talismán - 7.Nana. Música: Joaquín Talismán y Manuel Veleta; Letra: Manuel Veleta - 9.Mil almas. Música: Joaquín Talismán; Letra: Manuel Veleta - 10.El cantamañanas. Música y letra: Joaquín Talismán - 11.Canción de paso. Música y letra: Joaquín Talismán - 12.Sótanos. Música y letra: Joaquín Talismán |